# آیولاس
آیولاس (به اسپانیایی: Ayolas, Paraguay) شهری در کشور پاراگوئه، استان میسیونس است که جمعیت آن در سرشماری سال ۲۰۰۲ میلادی ۱۰٫۸۵۱ نفر بوده‌است.